# Березка (ансамбль)
Державний академічний хореографічний ансамбль «Березка», або «Березка» — державний російський жіночий хореографічний ансамбль. 
Юридично підпорядкований Управлінню справами Президента Російської Федерації.

## Історія створення
Створений 1948 з учасниць колгоспної художньої самодіяльності, переважно Калінінської обл. Першим художнім керівником була заслужений діяч мистецтв РРФСР, народна артистка СРСР Надія Надєждіна.
Назва «Березка» походить від хореографічної композиції, в якій учасниці танцю виступають з гілками берези в руках.

## Творчі напрямки
«Березка» виконує хороводи, старовинні та сучасні танці, розробляючи основи народного хореографічного мистецтва. Деякі танці супроводжуються співом. Ансамбль з успіхом виступав у США, Канаді, Англії, Єгипті та ін. країнах.

## Артисти ансамблю
- Туягін Володимир Федорович (1992–1994)